# Ponte do Seda
Die Ponte do Seda ist eine römische Brücke bei Vila Formosa in Portugal, rund drei Kilometer nördlich von Seda und 40 Kilometer westlich von Portalegre, die auf einer Länge von 116 Meter den Rio Seda überbrückt. Sie gehört zu den am besten erhaltenen Römerbrücken der Iberischen Halbinsel.
Die antike Brücke war Bestandteil einer 230 Kilometer langen Römerstraße, die Emerita Augusta (heute Mérida) in Spanien mit Olisipo (heute Lissabon) in Portugal verband. 
Die Brücke besteht aus großformatigen bossierten Granitblöcken. An der Bergseite der fünf Flusspfeiler befinden sich Strombrecher. Im Oberbereich der Pfeiler liegen fensterartige, oben mit kleinen Bögen gerundete Öffnungen, wie sie auch die römische Brücke Ponte Romana Alcanede einst zeigte. Diese deutlich die Fassade gliedernden Flutöffnungen geben einen Anhaltspunkt für die Datierung der Brücke um die Zeitenwende. Die sechs Bögen setzen dicht über der Wasserlinie an. Die Ableitung der Tagwasser von der vier Meter breiten Fahrbahn ist unterschiedlich ausgeführt. Bergseitig wird über Wasserspeier abgeleitet. Talseitig liegen in der Brüstungsmauer Abflusslöcher, die in eine Rinne entwässern, die in der Brückenansicht als breites Gesims erscheint. Daraus ergibt sich, dass die Fahrbahn ursprünglich gewölbt war. 